# علی بن کامه
علی بن کامه برادرزادهٔ حکّام بویی، رکن‌الدوله، معزالدوله و عمادالدوله و از سرداران آل بویه بود که در ناحیه جبال شهرت فراوانی داشت و میان خویشاوندان دیلمی خود محترم شمرده می‌شد. با مرگ عمادالدوله در سال ۹۴۹ میلادی، علی توسط رکن‌الدوله به سمت نایب‌السلطنه ری منصوب شد و خود رکن‌الدوله به شیراز رفت تا جانشینی پسرش عضدالدوله در آنجا را تضمین کند. در این میان سامانیان از این فرصت استفاده کردند و به متصرفات رکن‌الدوله حمله کردند و علی را مجبور به فرار از جبال کردند. در حدود سال ۹۵۹ نبردی بین علی و شاهزاده‌ی زیاری، بیستون، رخ داد که پیروزی علی را درپی داشت. در سال ۹۶۶ علی و رکن‌الدوله بر لشکر پرتعدادی که از خراسان به ری هجوم آورده بودند، ظفر یافتند. رکن‌الدوله بعداً در سال ۹۷۶ درگذشت و پسرش فخرالدوله جانشین او شد، نهایتاً علی توسط فخرالدوله اعدام گردید.